# Hjelset
Hjelset est une localité de la commune de Molde, comté de Møre og Romsdal. La localité compte, au 1er janvier 2012, 1 088 habitants pour une superficie de 1,33 km2 . Hjelset se situe à une vingtaine de kilomètres à l'est du centre de Molde.
L'activité principale reste cependant l'agriculture. Le plus grand employeur de la localité est l'hôpital psychiatrique qui compte 149 places.